# Бела (Дамбовица)
Бела (рум. Bela) насеље је у Румунији у округу Дамбовица у општини Пучоаса. Oпштина се налази на надморској висини од 480 m.

## Становништво
Према подацима из 2002. године у насељу је живело 595 становника, од којих су сви румунске националности.